# حفاظت جامعه‌محور

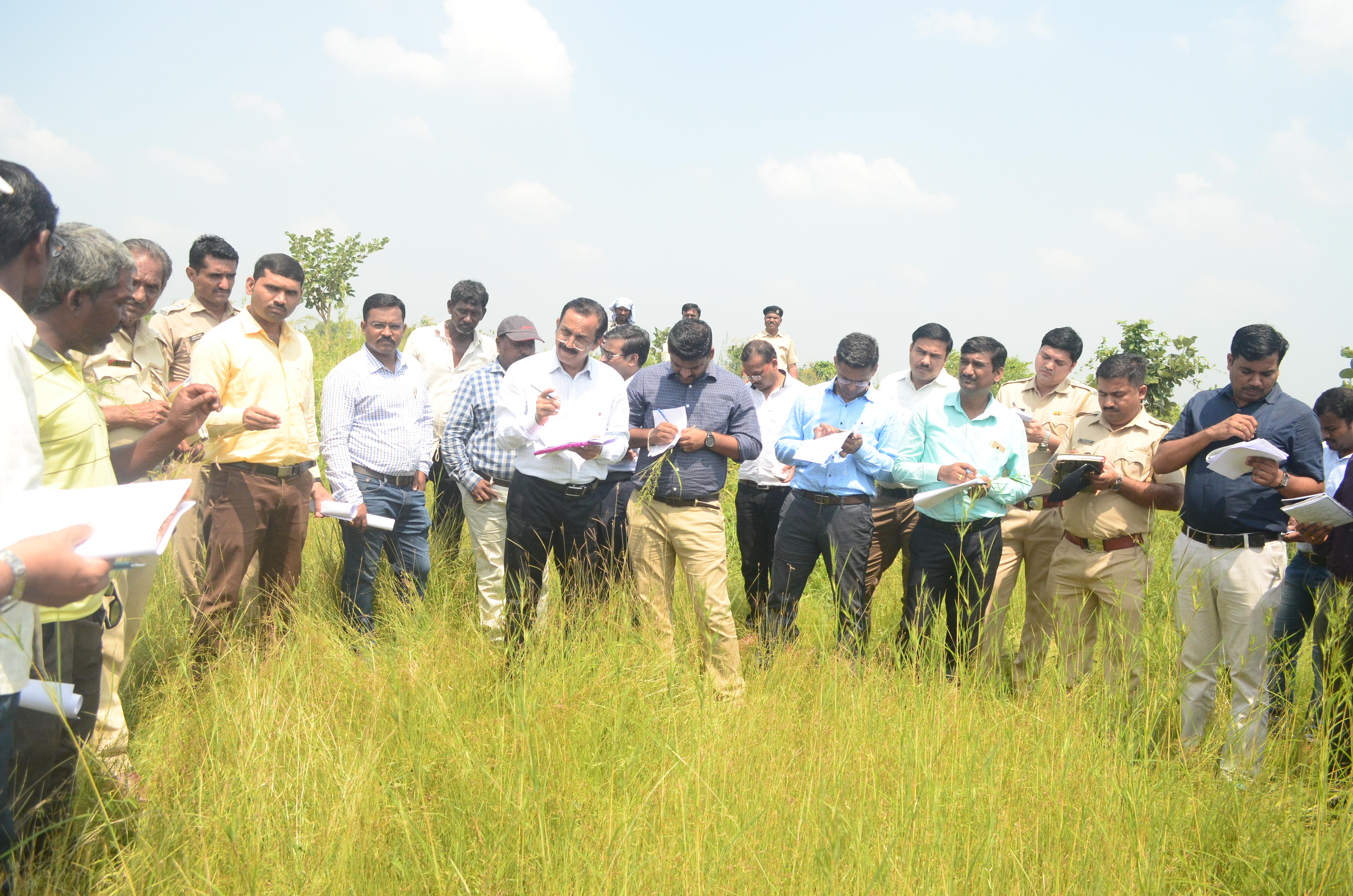
اعضای یک گروه مشارکت‌کننده در حفاظت از مراتع مبتنی بر جامعه

حفاظت جامعه‌محور یا حفاظت مبتنی بر جامعه یک جنبش حفاظت است که در دهه ۱۹۸۰ (میلادی) و در واکنش به اعتراضات فزاینده و گفتگوهای بعدی با جوامع محلی متأثر از تلاش‌های بین‌المللی برای حفاظت از تنوع زیستی زمین پدید آمد. این اختلافات واکنشی علیه شیوه‌های حفاظتی «از بالا به پایین» بود که توسط دولت‌ها یا سازمان‌های بزرگ تحمیل می‌شد و به نظر می‌رسید که منافع ساکنان محلی را نادیده می‌گیرد. این شیوه‌ها اغلب بر اساس ایده فرهنگ غربی جدای از فرهنگ بنا شده بودند.
هدف برخی از طرح‌های حفاظت مبتنی بر جامعه این است که به‌طور فعال اعضای جوامع محلی را در تلاش‌های حفاظتی که بر آنها تأثیر می‌گذارد، مشارکت دهند و ضمن حفاظت از طبیعت از طریق ایجاد پارک‌های ملی یا پناهگاه‌های حیات وحش، به بهبود زندگی آنها نیز کمک کنند.
درک رادیکال‌تری از «حفاظت مبتنی بر جامعه» بر این نکته تأکید دارد که تعامل تاریخی، دقیق، پایدار و در بسیاری موارد محافظت‌آمیز جوامع انسانی با محیط طبیعی خود، ارزش حفاظتی بالایی دارد. از این منظر، «جوامع بومی» و «جوامع محلی» توانایی ایفای نقش به‌عنوان «نگهبانان» سرزمین‌های زندگی خود را دارند. این توانایی، بسته به ترکیبی از عوامل بالفعل می‌شود؛ برخی از این عوامل درونی خود جوامع هستند و برخی دیگر به بسترهای زیست‌محیطی، اقتصادی و سیاسی آن‌ها بستگی دارد. به‌ویژه، دولت‌ها، نهادهای بین‌المللی و بخش خصوصی باید به‌جای ایجاد مانع، نقش نگهبانی جوامع را به رسمیت شناخته و از آن حمایت کنند. استعمار، نواستعمار، رشد اقتصادی به هر قیمت، و جنگ‌های مزمن، دشمنان واقعی طبیعت‌اند. در مقابل، جوامعی که توانمند، آگاه و خودمختار باشند، متحدان طبیعی او هستند. روشن‌ترین نمونه از این وضعیت، کشته شدن صدها عضو جوامع محلی و مجروح یا سرکوب شدن هزاران نفر دیگر در هر سال است؛ افرادی که برای دفاع از محیط زیست خود در برابر توسعه‌های تحمیلیِ مخرب و بهره‌برداری‌های ویرانگر ایستادگی می‌کنند.

## تاریخچه
درگیری‌هایی که منجر به رشد و گسترش حفاظت مبتنی بر جامعه شد، نشانه‌ای از ارتباط تاریخی میان استعمار اروپا و حفاظت "کلاسیک" (یا "متعارف") است. مدل "پارک ملی" کلاسیک در حفاظت از محیط زیست، که برای اولین بار با ایجاد پارک ملی یلوستون در سال ۱۸۷۲ و پارک ملی یوسمیتی در سال ۱۸۹۰ پایه‌گذاری شد، با هدف حفظ آنچه مهاجران اروپایی آن را "طبیعت بکر و دست‌نخورده" می‌دانستند، شکل گرفت. این برداشت تا حد زیادی تغییرات گسترده انسانی در این مناظر** را که توسط مدیریت زمین بومیان ایجاد شده بود، نادیده گرفت و همچنین **اخراج این مردمان بومی را توجیه کرد. این مدل «کلاسیک» حفاظت، مناطق حفاظت‌شده‌ای را در بسیاری از کشورها، به ویژه در جنوب جهانی، بر اساس یک مدل بسیار انحصارگرایانه از حمایت‌گرایی ایجاد کرد که تخمین زده می‌شود **۲۰ میلیون نفر** را از سرزمین خود آواره کرده است.
مدل حفاظت متداول و سنتی برای چندین دهه برجسته بوده است و امروزه نیز می‌توان آن را در برخی کشورهای شمال و جنوب جهانی مشاهده کرد. در سال ۱۹۷۵ بود که اتحادیه بین‌المللی حفاظت از طبیعت (IUCN) برای اولین بار بیانیه‌ای صادر کرد و در آن اذعان داشت که «شیوه‌های زندگی سنتی» (که احتمالاً منظور شیوه‌های زندگی مردمان بومی و جوامع محلی سنتی است) قادر به حفظ طبیعت هستند. پس از این، حدود سه دهه مبارزات میدانی، بحث‌های سیاستی و انتشاراتی دربارهٔ مشارکت یا عدم مشارکت جوامع در حفاظت از محیط زیست به طول انجامید. در نهایت، کنگره جهانی پارک‌ها در دوربان (۲۰۰۳) و کنوانسیون تنوع زیستی (CBD) در کوالالامپور (۲۰۰۴) به صراحت اذعان کردند که جوامع ظرفیت‌ها و نقش‌های حیاتی برای ایفای نقش در مدیریت مناطق حفاظت‌شده دارند. چندین قطعنامه IUCN بعداً به جزئیات بیشتری پرداختند و کنگره جهانی پارک‌ها در سیدنی (۲۰۱۴) این ایده را تثبیت کرد که جوامع، «مناطق حفاظت‌شده» خود را مدیریت و اداره می‌کنند؛ این مناطق از اعتبار و ارزش‌های حفاظتی کمتری نسبت به مناطق حفاظت‌شده رسمی برخوردار نیستند. کشف «حفاظت مبتنی بر جامعه» با این رویدادها برجسته شده است، صرف نظر از این واقعیت که تنها برخی از حامیان و دست‌اندرکاران حفاظت به‌طور کامل از مسائل و استدلال‌های مرتبط آگاه هستند.